# Andreas Hardter

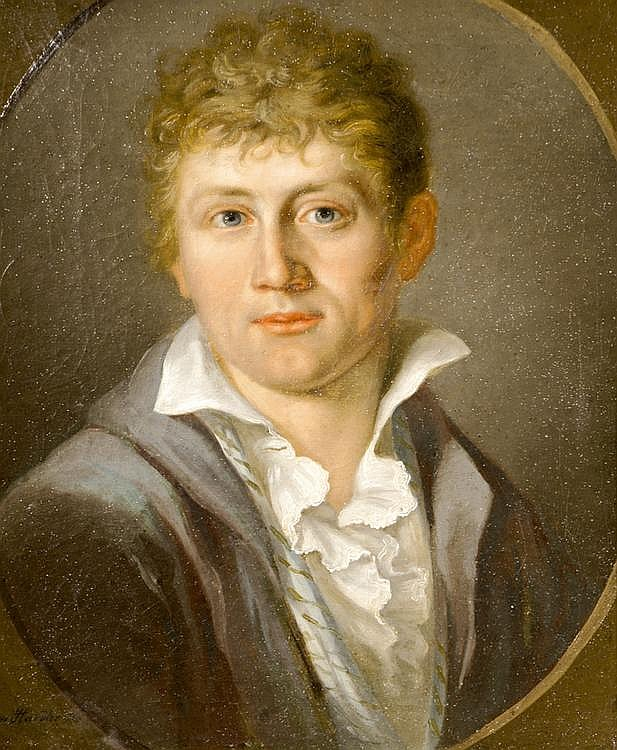
Bildnis eines jungen Mannes

Andreas Hardter (* 21. Oktober 1780 in Wildon; † 22. Juni 1816 in Graz) war ein österreichischer Maler und Kunstpädagoge. 
Hardter studierte an der Ständischen Zeichnungsakademie in Graz, dann sechs Jahre lang an der Akademie der Bildenden Künste Wien. Von 1814 bis 1816 war er als Nachfolger seines Lehrers Johann-Veit Kaupertz als Direktor der Ständischen Zeichnungsakademie in Graz tätig. 
Er starb im Alter von 35 Jahren. Sein Nachfolger als Leiter und Professor der Ständischen Zeichnungsakademie wurde 1817 Josef August Stark. 